# Municipio de Union (condado de Black Hawk)
El municipio de Union (en inglés: Union Township) es uno de los diecisiete municipios ubicados en el condado de Black Hawk en el estado estadounidense de Iowa. En el año 2000 el municipio tenía una población de 941 habitantes y una densidad poblacional de 20,1 personas por km².

## Geografía
El municipio de Union se encuentra ubicado en las coordenadas 42°36′24″N 92°31′32″O / 42.60667, -92.52556.